# Кальво Гомес, Эва
Эва Кальво Гомес (исп. Eva Calvo Gómez, род. 29 июля 1991 года) — испанская тхэквондистка, серебряный призёр Олимпийских игр 2016 года, чемпионка Европы, призёр чемпионатов мира и Европейских игр.

## Биография
Родилась в 1991 году в Мадриде. В 2013 году завоевала бронзовую медаль чемпионата мира. В 2014 году стала чемпионкой Европы. В 2015 году стал серебряным призёром чемпионата мира и бронзовым призёром Европейских игр.